# Нагуа
Нагуа (ісп. Nagua) - місто і муніципалітет в Домініканській Республіці, столиця провінції Марія-Тринідад-Санчес . Межує з муніципалітетами: Ріо-Сан-Хуан і Кабрера на півночі, Ель-Фактор на півдні, а також з провінціями Дуарте на заході і півдні, Самана на сході. Нагуа розташоване за 180 км від столиці країни Санто-Домінго.
Спочатку Нагуа було невеликим поселенням біля впадіння річки Нагуа в океан і носило відповідну назву Бока-де-Нагуа. Воно входило до складу провінції Дуарте. У 1938 році був створений муніципалітет з центром в Нагуа під назвою Вілья-Хулія-Моліна (ісп. Villa Julia Molina) на честь матері тодішнього домініканського диктатора Рафаеля Трухільйо. У 1945 році муніципалітет став частиною провінції Самана. 4 серпня 1946 року хвиля цунамі зруйнувала сусіднє місто Матансас, зробивши тим самим майбутній Нагуа найважливішим містом регіону. А незабаром була створена нова провінція Хулія Моліна з центром у Вілья-Хулія-Моліні, яка після вбивства Трухільйо в 1961 році змінила назву на своє нинішнє: Марія-Тринідад-Санчес. Муніципалітет також був перейменований в Нагуа.